# Suzanna Lubrano
Suzanna Lubrano (sinh ngày 10 tháng 11 năm 1975) là một ca sĩ đến từ Cabo Verde nhưng hoạt động nghệ thuật chủ yếu ở Rotterdam. Một số album của cô đã đạt chứng nhận đĩa vàng và bạch kim, ngoài ra cô cũng đã giành được nhiều giải thưởng âm nhạc quốc tế lớn.

## Tiểu sử
Sinh ra ở Cape Verde, Suzanna Lubrano và cha mẹ cô chuyển đến thành phố Rotterdam ở Hà Lan khi cô lên bốn tuổi. Cô bắt đầu hát khi còn là một đứa trẻ, nhưng đã có thể hát chuyên nghiệp khi cô mười tám tuổi. Cô xuất hiện lần đầu với tư cách là một ca sĩ chuyên nghiệp trong ban nhạc nổi tiếng Cape Verdean Rabelados. Cùng với Rabelados, cô đã thu âm một album CD rất thành công. Trong lúc đó, Suzanna đã bắt đầu sự nghiệp solo, kết quả là cô đã cho ra đời ba đĩa CD solo: Sem bunch nes mund là đĩa đầu tay của cô, thành công theo sau đó là đĩa Fofó - bao gồm cả những bản hit lớn như Ohi Li Oh La - và Tudo pa bo. Suzanna không chỉ làm việc với Jorge do Rosario, Dabs Lopes và Beto Dias, như cô đã làm trong các album trước của cô, mà còn bắt đầu hợp tác với Ronald Rubinel, người trước đây đã nhờ Suzanna tham gia trên Jeux de Dames và Zouk me Love CDs.
Vào tháng 5 năm 2009, Suzanna Lubrano đã phát hành album thứ năm của cô, Festa Mascarado. Đó là một album R & B. Trong Festa Mascarado Suzanna có sự cộng tác với Ronald Rubinel, Marcus Fernandez, Rafael Payan, Nellson Klasszik, Adalberto Lopes, Denis Graca và những người khác. Album cũng bao gồm một đoạn rap của Lisa "Left Eye" Lopes.
Vào tháng 6 năm 2010, Suzanna Lubrano phát hành đĩa DVD đầu tiên của cô, "Live at Off-Corso", với người chơi saxophone Hà Lan Candy Dulfer là một khách mời đặc biệt. "Live at Off-Corso" ban đầu là một chương trình truyền hình được chiếu ở nhiều quốc gia, bao gồm Brazil, Bồ Đào Nha và nhiều quốc gia khác.
Vào tháng 12 năm 2011, Suzanna Lubrano đã phát hành đĩa đơn Ca Bu Para, vào tháng 4 năm 2012, phát hành bài hát Tardi di Mas, do Giorgio Tuinfort sản xuất.
Trong năm 2011 và 2013 Suzanna Lubrano phát hành album tổng hợp, bao gồm một số bài hát mới. Năm 2015, Suzanna phát hành album 'Vitoria', bao gồm các ca khúc song ca với Machel Montano (Trinidad), Iyanya (Nigeria) và Vinicius D´black (Brazil).